# Río La Troya
El río La Troya o Guandacol es una pequeña corriente de agua de la provincia de La Rioja (Argentina).
El río La Troya nace en la sierra de Umango, al oeste de la localidad de Villa San José de Vinchina, y fluye en dirección norte-sur, recibiendo numerosos afluentes de muy pequeño caudal que bajan de las sierras de la Punilla y El Leoncito. Tras recorrer una región semidesértica y montañosa, en la que su cauce es aprovechado por la población de pequeños parajes como La Peña, Punta Blanca, Las Cuevas, Chunchuco, El Zapallar y La Junta, recibe el aporte del río La Brea y pasa alrededor de 2000 m al este de la localidad de Guandacol.
Su principal afluente es el río Nacimiento en su porción superior, que nace en el Cerro La Bolsa y corre hacia el este. Rodea por el norte y el este a esa localidad —donde se lo llama indistintamente río Guandacol o Nacimiento— para virar nuevamente hacia el sur y dividirse en numerosos brazos, que van confluyendo con el río La Troya. Sus varios brazos cruzan la ruta nacional 40 antes de confluir en un río único. Tras recibir su último afluente, el río Los Piojos, que marca el límite con la provincia de San Juan, la confluencia definitiva se produce poco al sur del límite interprovincial. En invierno, el cauce del río se pierde en el valle arenoso que ocupa; en verano, cuando el caudal es más abundante, alcanza a incorporarse —unos 20 km aguas abajo de Guandacol— al río Desaguadero (conocido como río "Bermejo" por los lugareños).
El caudal del río es netamente estacional, con caudales mínimos en invierno y máximos en verano, cuando llega a los 2,5 m³/s. Por su parte, el Nacimiento aporta otros 0,8 m³/s.
Es un río de baja salinidad, caso excepcional entre los ríos de la región que no bajan directamente de la Cordillera de los Andes. Las aguas del río son aprovechadas para el cultivo de vid, el olivo y alfalfa, pero un aprovechamiento más eficiente requeriría de importantes obras de regulación, que sólo han sido llevada adelante a un nivel mínimo. Se aprovechan entre 460 y 640 ha, cuando por el caudal y el tipo de suelo se podrìan llegar a regar hasta 2200 ha.